# Ângelo Giombelli
Ângelo Giombelli (Ipumirim, ) é um automobilista e empresário brasileiro. Nascido em Santa Catarina, escolheu morar em Cascavel, no Paraná.

## Trajetória esportiva
Ângelo Giombelli começou no kart. Passou pelas categorias Dodge, Pick up Racing, Brasileiro de Marcas. Foi campeão da Stock Car Brasil em 1991, 1992 e 1993, em parceria com Ingo Hoffmann. Das suas 14 vitórias, 13 foram com o parceiro de cockpit e, somente uma sozinho, no vice-campeonato em Guaporé em 1994.